# Xaveri Ruanda
Xaveri Ruanda ist ein katholischer Jugendverband in Ruanda. Auf internationaler Ebene ist Xaveri Ruanda Mitglied im internationalen Dachverband katholischer Jugendverbände Fimcap.

## Geschichte
Am 31. Oktober 1990 hat Xaveri Ruanda zusammen mit 16 anderen Jugendorganisationen und der Bischöflichen Pastoralen Kommission in Ruanda eine gemeinsame Erklärung unterzeichnet, welche die Aggressionen irregulärer Kräfte der NRA und regulärer Streitkräfte der Armee Ugandas und insbesondere das erzwungene Einziehen von Kindern als Kindersoldaten zur Ausübung dieser Gewalttaten verurteilt.
2015 war Xaveri Rwanda Gastgeber für das Fimcap World Camp. Thema des internationalen Austausches waren Kinderrechte, aber auch das dunkle Kapitel in der jüngeren Geschichte, der Völkermord in Ruanda. In mahnender Erinnerung an den Völkermord und in Solidarität mit allen Opfern halfen die Teilnehmer des World Camps dabei, ein Haus zu errichten, das den Opfern des Völkermordes und ihren Angehörigen als Treffpunkt zum Zusammenkommen dienen soll.